# Pseudoanillo
En matemáticas entendemos por pseudoanillo una estructura algebraica de la forma 
{\displaystyle \mathbf {R} =\langle R,+,*\rangle }
donde R es un conjunto, la base del pseudoanillo, + y * son operaciones binarias y existe 0, un elemento del conjunto, el cero del pseudoanillo, tal que 
{\displaystyle \langle R,+\rangle } es un grupo abeliano
{\displaystyle \langle R,*\rangle } es un semigrupo.
Las operaciones + y * se dicen respectivamente suma y producto del pseudoanillo.
Cuando el producto de un pseudoanillo posee una unidad, que notamos con 1, es decir, cuando {\displaystyle \langle R,*\rangle } es un monoide, 
{\displaystyle \langle R,+,*\rangle }
es una estructura llamada anillo. 
Si el producto de un pseudoanillo es conmutativo, la estructura se llama pseudoanillo abeliano.

## Ejemplos
Todos los anillos son anillos. Un ejemplo simple de un pseudoanillo que no es un anillo lo dan los números enteros pares con la suma y multiplicación ordinaria de números enteros. Otro ejemplo lo da el conjunto de todas las matrices reales de 3 por 3 cuya fila inferior es cero. Ambos ejemplos son ejemplos del hecho general de que todo ideal (de uno o dos lados) es un anillo.
Los rangos a menudo aparecen naturalmente en el análisis funcional cuando se consideran operadores lineales en espacios vectoriales de dimensión infinita. Tomemos, por ejemplo, cualquier espacio vectorial de dimensión infinita V y consideremos el conjunto de todos los operadores lineales f : V → V con rango finito (es decir, dim f(V) < ∞). Junto con la adición y composición de operadores, esto es un pseudoanillo, pero no un anillo. Otro ejemplo es el pseudoanillo de todas las secuencias reales que convergen a 0, con operaciones por componentes.
Además, muchos espacios de funciones de prueba que aparecen en la teoría de distribuciones consisten en funciones que disminuyen a cero en el infinito, como, por ejemplo, el espacio de Schwartz. Por lo tanto, la función siempre igual a uno, que sería el único elemento de identidad posible para la multiplicación puntual, no puede existir en tales espacios, que por lo tanto son pseudoanillos (para suma y multiplicación puntual). En particular, las funciones continuas de valor real con soporte compacto definido en algún espacio topológico, junto con la suma y multiplicación puntuales, forman un pseudoanillo; esto no es un anillo a menos que el espacio subyacente sea compacto.

### Ejemplo: números enteros pares
El conjunto 2Z de enteros pares es cerrado bajo suma y multiplicación y tiene una identidad aditiva, 0, por lo que es un pseudoanillo, pero no tiene identidad multiplicativa, por lo que no es un anillo.
En 2Z, el único idempotente multiplicativo es 0, el único nilpotente es 0 y el único elemento con inverso reflexivo es 0.

### Ejemplo: secuenciasquinariasfinitas
La suma directa {\textstyle {\mathcal {T}}=\bigoplus _{i=1}^{\infty }\mathbf {Z} /5\mathbf {Z} } equipado con suma y multiplicación por coordenadas es un rng con las siguientes propiedades:
- Sus elementos idempotentes forman una red sin límite superior.
- Cada elemento x tiene un inverso reflexivo, es decir, un elemento y tal que xyx = x e yxy = y.
- Para cada subconjunto finito de {\displaystyle {\mathcal {T}}}, existe un idempotente en {\displaystyle {\mathcal {T}}} que actúa como una identidad para todo el subconjunto: la secuencia con un uno en cada posición donde una secuencia en el subconjunto tiene un elemento distinto de cero en esa posición y cero en todas las demás posiciones.